# خوسيه بيراليس
خوسيه بيراليس (بالإسبانية: Jose Perales Nájera)‏ هو لاعب كرة قدم إسباني في مركز حراسة المرمى، ولد في 25 مايو 1993 في مدينة ميورقة في إسبانيا. لعب مع نادي كونستانسيا.

## وصلات خارجية
- خوسيه بيراليس على موقع قاعدة بيانات كرة القدم.إي يو (الإنجليزية)
- خوسيه بيراليس على موقع Soccerway.com (الإنجليزية)
- خوسيه بيراليس على موقع AS.com (الإسبانية)